# Thomas Dewing

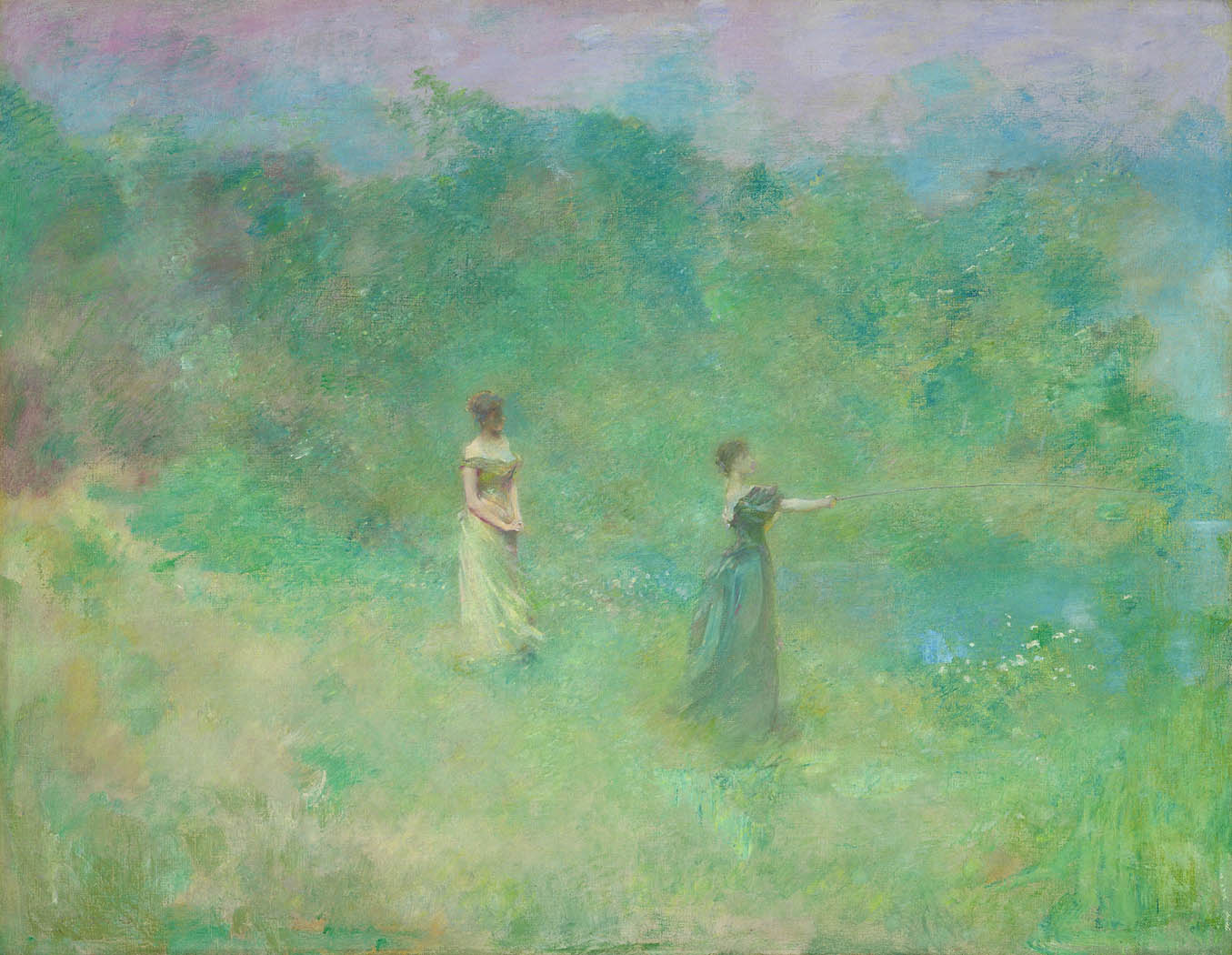
Summer (1890), Smithsonian American Art Museum.

Thomas Wilmer Dewing (1851 - 1938) fue un pintor estadounidense nacido en Newton Lower Falls, Massachusetts. Estudió en la Académie Julian de París, aunque completó su dformación en la ciudad de Nueva York. Se casó con otra pintora muy relacionada con el mundo del arte, Maria Oakey Dewing.
Su trabajo se encuadra en el tonalismo, un subgénero del ascetismo inglés. Dewing escogía preferentemente la figura femenina como vehículo de expresión artística; leyendo, tocando música, escribiendo, sus figuras muestran una vida interior insulsa, etérea, distante hacia el espectador. La armonía en los colores de la composición y su delicadeza no contaron con el apoyo de todo el mundo artístico: de hecho, se le acusó de misógino. Dewing rara vez pintó otra cosa que no fueran dichas lánguidas figuras femeninas.

## Enlaces
- Wikimedia Commons alberga una categoría multimedia sobre Thomas Dewing.
- Portal:Pintura. Contenido relacionado con Pintura.
- Portal:Biografías. Contenido relacionado con Biografías.

- Datos: Q1378807
- Multimedia: Thomas Dewing / Q1378807